# Гав де По
Гав де По (фр. Gave de Pau) је река у Француској. Дуга је 193 km. Улива се у Адур. 